# Ophiostomatales
Ophiostomatales Benny & Kimbr. – rząd workowców należący do klasy Sordariomycetes.

## Charakterystyka
Do rzędu należą gatunki szeroko rozprzestrzenione na świecie. Grzyby mikroskopijne będące pasożytami różnych gatunków roślin i u niektórych wywołujące grzybowe choroby roślin o dużym znaczeniu w gospodarce człowieka. Niektóre gatunki tych grzybów przenoszone są przez żerujące na roślinach stawonogi, niektóre są koprofilami. Wytwarzają bardzo zróżnicowaną morfologicznie grzybnię

## Systematyka
Pozycja w klasyfikacji według Index Fungorum: Diaporthomycetidae, Sordariomycetes, Pezizomycotina, Ascomycota, Fungi.
Według aktualizowanej klasyfikacji Index Fungorum bazującej na Dictionary of the Fungi do rzędu tego należą:
- rodzina Ophiostomataceae Nannf. 1932
- rodzina Incertae sedis[2].